# Epiphragma distivena
Epiphragma distivena är en tvåvingeart som beskrevs av Alexander 1932. Epiphragma distivena ingår i släktet Epiphragma och familjen småharkrankar. Inga underarter finns listade i Catalogue of Life.